# Campeonato de División Intermedia 1920 (Argentina)
El Campeonato de División Intermedia 1920 fue el torneo que constituyó la vigésima segunda temporada de la segunda división de Argentina en la era amateur.
El torneo contó con catorce nuevos participantes: El Porvenir, campeón de Segunda División; Villa Urquiza, El Aeroplano y Bristol, ganadores de sus secciones; los promovidos de la misma división, Unión de Caseros, Coghlan, Adrogué, Argentino de Banfield, General San Martín, Centenario, Liniers, Compañía General de Buenos Aires, Suizo y Central Argentino, este último surgido tras la fusión de Tracción y Tráfico.
El torneo coronó campeón a El Porvenir tras vencer en la final a Argentinos Juniors, y obtuvo el único ascenso.
Por su parte, el torneo de la Asociación Amateurs fue ganado por General Mitre.

## Ascensos y descensos
| Pos.  | Ascendidos a Primera División 1920 |
| ----- | ---------------------------------- |
| 1.°   | Banfield                           |
| ZO    | Del Plata                          |
| ZN    | Palermo                            |
| ZN    | Del Norte                          |
| ZS    | Lanús                              |
| ZO    | Nueva Chicago                      |
| Prom. | Sp. Palermo                        |

| Pos.  | Ascendidos de Segunda División 1919 |
| ----- | ----------------------------------- |
| 1.°   | El Porvenir                         |
| ZN    | Villa Urquiza                       |
| ZO    | El Aeroplano                        |
| ZN    | Bristol                             |
| Prom. | Unión (C)                           |
| Prom. | Coghlan                             |
| Prom. | Adrogué                             |
| Prom. | Argentino de Banfield               |
| Prom. | Central Argentino                   |
| Prom. | General San Martín                  |
| Prom. | Centenario                          |
| Prom. | Liniers                             |
| Prom. | Compañía General de Buenos Aires    |
| Prom. | Suizo                               |

| Descendidos de Primera División 1919 |
| ------------------------------------ |
| No hubo                              |

| Desafiliados       |
| ------------------ |
| Barracas Central   |
| Sp. Buenos Aires   |
| Gimnasia y Esgrima |
| Quilmes            |
| Vélez Sarsfield    |

El número de equipos aumentó a 30.

## Sistema de disputa
Los participantes fueron divididos en tres zonas geográficas, donde se enfrentaron entre sí bajo el sistema de todos contra todos a dos ruedas. El ganador de cada zona accedió a la fase final, donde se enfrentaron a eliminación directa a único partido.
El ganador se consagró campeón y obtuvo el ascenso a Primera División.

## Fase de zonas

### Zona Oeste
| Pos. | Equipo                           | Pts. | J  |
| ---- | -------------------------------- | ---- | -- |
| 1°   | Compañía General de Buenos Aires | 27   | 16 |
| 2°   | El Aeroplano                     | 23   | 16 |
| 3°   | San Telmo                        | 22   | 16 |
| 4°   | All Boys                         | 21   | 16 |
| 5°   | Germinal                         | 17   | 16 |
| 6°   | Liniers                          | 13   | 16 |
| 7°   | Boca Alumni                      | 12   | 16 |
| 8°   | Buenos Aires                     | 8    | 16 |
| 9°   | Unión (C)                        | 3    | 16 |

|  | Clasificado a la Fase final. |

### Zona Norte
| Pos. | Equipo             | Pts. | J  |
| ---- | ------------------ | ---- | -- |
| 1°   | Argentinos Juniors | 27   | 16 |
| 2°   | Alvear             | 26   | 16 |
| 3°   | Urquiza            | 24   | 16 |
| 4°   | San Fernando       | 19   | 16 |
| 5°   | Central Argentino  | 14   | 16 |
| 6°   | Coghlan            | 13   | 16 |
| 7°   | General San Martín | 7    | 16 |
| 8°   | Bristol            | 1    | 16 |
| —    | Belgrano           | —    | —  |
| —    | Excursionistas     | —    | 16 |

|  | Clasificado a la Fase final. |

### Zona Sur
| Pos. | Equipo                | Pts. | J  |
| ---- | --------------------- | ---- | -- |
| 1°   | El Porvenir           | 27   | 16 |
| 2°   | Progresista           | 22   | 16 |
| 3°   | Avellaneda            | 21   | 16 |
| 4°   | Argentino de Quilmes  | 18   | 16 |
| 5°   | Centenario            | 16   | 16 |
| 6°   | Adrogué               | 16   | 16 |
| 7°   | Argentino de Banfield | 13   | 16 |
| 8°   | Everton               | 9    | 16 |
| 9°   | Wilde                 | 2    | 16 |
| —    | Suizo                 | —    | —  |
| —    | Barracas Juniors      | —    | —  |

|  | Clasificado a la Fase final. |

## Fase final

### Cuadro de desarrollo
|  | Semifinales | Semifinales                      | Semifinales | Semifinales        |   |  | Final       | Final | Final |  |
|  |             |                                  |             |                    |   |  |             |       |       |  |
|  |             |                                  |             |                    |   |  |             |       |       |  |
|  | O           | Compañía General de Buenos Aires | 0           | 0                  |   |  |             |       |       |  |
|  | O           | Compañía General de Buenos Aires | 0           | 0                  |   |  |             |       |       |  |
|  | S           | El Porvenir                      | 0           | 2                  |   |  |             |       |       |  |
|  | S           | El Porvenir                      | 0           | 2                  |   |  | El Porvenir | 2     |       |  |
|  |             |                                  |             |                    |   |  | El Porvenir | 2     |       |  |
|  |             |                                  | N           | Argentinos Juniors | 0 |  |             |       |       |  |
|  |             |                                  | N           | Argentinos Juniors | 0 |  |             |       |       |  |
|  |             |                                  |             |                    |   |  |             |       |       |  |
|  |             |                                  |             |                    |   |  |             |       |       |  |
|  |             |                                  |             |                    |   |  |             |       |       |  |
|  |             |                                  |             |                    |   |  |             |       |       |  |

## Copa Campeonato
La Copa Campeonato de División Intermedia fue disputada por el ganador del Campeonato de División Intermedia y por el ganador del Torneo de Reservas de la Primera División.
|  | El Porvenir | vs. | Barracas (II) |  |  |

|                                 |
|                                 |
| Campeón El Porvenir 1.er título |